# Maria Gheorghiu
Maria Gheorghiu (n. 28 august 1963, Reșița) este o cantautoare română de muzică folk. În 1993 a câștigat trofeul festivalului național Om Bun.

## Viața personală
Maria Gheorghiu s-a născut la Reșița, România, la  28 august 1963. La vârsta de trei ani a început să studieze baletul.  A moștenit talentul artistic de la părinții și bunicii săi. A studiat oboiul, pianul și vioara la Școala de Muzică din orașul natal, absolvind-o în anul 1977. S-a alăturat apoi corului "Miorița", în care a cântat timp de zece ani, sub conducerea dirijorului Doru Morariu. Apoi a făcut parte din Cenaclul Atheneum din Reșița, în care recita poezii.  Are o fiică, Maria Cassandra.

## Cariera
Maria Gheorghiu a participat la festivaluri de muzică folk alături de artiști ca Ovidiu Iuliu Moldovan, Ion Caramitru, Ștefan Iordache, Dorel Vișan, Eusebiu Ștefănescu, Valeria Seciu, Anda Călugăreanu, Ducu Bertzi, Daniel Iancu, Nicu Alifantis, Victor Socaciu, Vasile Șeicaru, Mircea Vintilă, Tatiana Stepa, Ștefan Hrușcă, Mircea Baniciu, Ovidiu Mihăilescu. 
Încă de la începutul carierei a fost susținută de folkistul și compozitorul Valeriu Sterian, alături de care a lansat piesele "Maria de Mangop", "Bocetul lui Ioan cel fără de mormânt" și "Ușa ce-o încui". Cea care a sfătuit-o să urmeze o carieră muzicală a fost marea actriță Leopoldina Bălănuță, iar cea care i-a sugerat să cânte colinde a fost actrița și cântăreața Anda Călugăreanu. 
În 1984 a cântat în Cenaclul Flacăra. După 1989 a avut turnee în Franța, Danemarca, Norvegia, Grecia, Austria, Canada. În 1993 a obținut trofeul prestigiosului festival național de muzică folk, "Om Bun".
În 1995, Maria Gheorghiu a lansat prima casetă audio, Lacrimi în flăcări. În 1997 a lansat albumul Canon și Maria Gheorghiu, iar în 1996 a apărut primul său album de colinde, Pe la case luminate. A colaborat cu renumiți compozitori, precum Eugen Mihăescu și Adrian Ordean, în 1999 lansând albumul Floare de vârtej. Versurile cântecelor sale aparțin unor poeți celebri, precum Nichita Stănescu, Nicolae Labiș, Adrian Păunescu, Mihai Eminescu, Octavian Paler, Miron Manega, Camelia Radulian, Clara Mărgineanu.
În 2002, albumul Pe la case luminate a fost reeditat, iar în 2004 Maria Gheorghiu a lansat un nou album, Timp netrăit. A susținut un recital alături de Orchestra Filarmonicii din Kiev, în 2006, chiar înainte de a reedita albumul Floare de vârtej, în 2007.
Începând cu 2008, Maria Gheorghiu a susținut numeroase spectacole alături de trupa Atelier. În majoritatea aparițiilor de pe scenă este acompaniată de pianistul Radu Grațianu.
În 2010, Maria Gheorghiu a lansat albumul Curcubeu, urmat în 2013 de un album "Best of", intitulat De 20 de ani "Om bun", care include cântece din 1993 și apărute ulterior, precum și patru melodii noi.  
Între anii 2013-2015, Maria Gheorghiu a susținut spectacolul Sub zodia Mariei, avându-i ca parteneri de scenă pe pianistul Radu Grațianu și pe actorii Eusebiu Ștefănescu, Adriana Trandafir, Tomi Cristin, Adrian Păduraru. Spectacolul este dedicat unor personalități feminine cu numele Maria, care au influențat destinul României și al lumii. Cele patru Marii evocate sunt: Fecioara Maria, prințesa bizantină Maria de Mangop, Regina Maria a României și cântăreața Maria Tănase, cea supranumită "pasărea măiastră".
De asemenea, Maria Gheorghiu a colaborat cu muzicienii Dominique Voquer și Anette Bonneville.  În afara activității muzicale, Maria Gheorghiu moderează emisiuni și programe muzicale pentru Radio România și Radio București FM, unde promovează muzica folk și publică articole de presă. 
Proiectul "Folk fără vârstă", prezentat de Maria Gheorghiu, a fost derulat timp de șapte ani de către Radio România și a făcut obiectul unora dintre emisiunile sale de la Radio România București FM. El s-a desfășurat în principalele colegii și licee bucureștene, cu extindere și la unele facultăți. S-au organizat și cateva Gale "Folk fără vârstă", la acestea participând majoritatea folkiștilor din garda veche, dar și din cea nouă. Proiectul a fost organizat cu sprijinul nemijlocit al fabricii de instrumente muzicale, Hora Reghin. 
Maria Gheorghiu a făcut parte din juriul a numeroase festivaluri de muzică folk, de multe ori fiind desemnată președintă a juriului: Tatiana Stepa - Mizil, Toamna Baladelor, Flori de gheață și MiniStar Cireșar - București, Acustic Live Festival - Reghin, Dor de Folk - Brașov, Fălticeni Folk - Fălticeni.

## Influențe
La începutul carierei, Maria Gheorghiu a fost inflențată de cantautoarele Joan Baez și Marcela Saftiuc. 
Este pasionată de fado. Renumita artistă portugheză Dulce Pontes a felicitat-o pentru modul în care interpretează celebrul său cântec Canção do Mar.
Este singura interpretă care cântă Ave Maria, celebra lucrare a lui Franz Schubert, în limba română. Textul a fost scris de  Horațiu Bena în 1938.

## Maria Gheorghiu și Regina Maria a României
Maria Gheorghiu este singura cântăreață din România care a dedicat un cântec unui monarh, și anume Reginei Maria a României. Cântecul se intitulează Inima de la Balcic și a fost compus în anul 2013, chiar în stațiunea Balcic de la malul Mării Negre, pe care Regina Maria a iubit-o foarte mult. Versurile cântecului aparțin poetului Miron Manega. 

## Discografie
- 1995 – Lacrimi în flăcări – Producător, Roton [13]
- 1996 – Pe la case luminate (album de colinde) – Producător, Alpha Sound [13]
- 1997 – Canon și Maria Gheorghiu – Producător, Alpha Sound [13]
- 1999 – Floare de vârtej – Producător, Intercont Music [13]
- 2002 – Pe la case luminate, reeditat – Producător, Intercont Music [13]
- 2004 – Timp netrăit – Producător, Maria Gheorghiu [13]
- 2007 – Floare de vârtej, reeditat – Producător, Intercont Music [13]
- 2010 – Curcubeu – Producător, Intercont Music [13]
- 2013 – De 20 de ani „Om bun” – Producător, Patria Records [4][13]
- 2017 - Camp de lavandă Producător Global Content